# زبان آستوری
زبان آستوری زبان رایج در استان خودمختار آستوریاس اسپانیا است که در میان مردم آن منطقه رواج دارد. شمار گویشوران این زبان را تا پانصد و پنجاه هزار نفر دانسته‌اند. این زبان در اسپانیا حالت زبان رسمی را ندارد و فقط در محاوره‌ها بکار می‌رود. در شرق استان آستوریاس زبانی دیگر بنام زبان اوناویایی تکلم می‌شود که بر سر اینکه گویشی از زبان آستوری یا گالیسایی می‌باشد مناقشاتی ایجاد شده‌است. بتازگی در دانشگاه اویدو اسپانیا امکان تحصیل در زمینه واژه شناسی آستوری میسر شده‌است.